# Kunststoffbeschichtung
Kunststoffbeschichtung oder Polymerbeschichtung bezeichnet meist die Beschichtung von beliebigen Werkstücken mit einem Überzug aus einem polymeren Werkstoff.
Der Begriff Kunststoffbeschichtung kann alternativ aber auch die Beschichtung von Werkstücken aus Kunststoffe mit beliebigen Materialien meinen, so z. B. die Kunststoffmetallisierung.

## Beschichtung von Materialien mit Kunststoffen

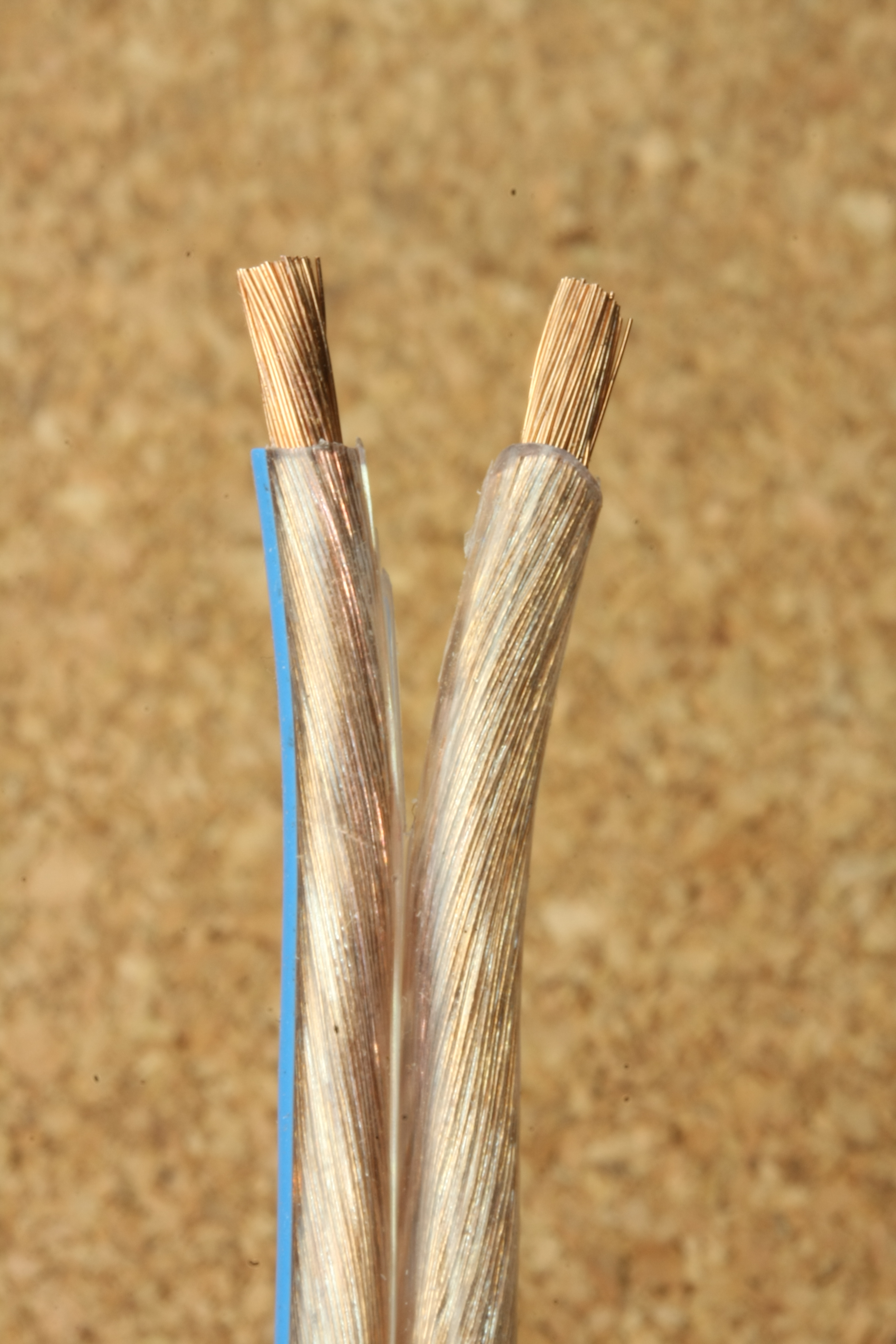
Metallkabel mit Kunststoffbeschichtung

Polymerbeschichtungen sind von großer technischer Bedeutung. Meist dienen sie dem Schutz von Oberflächen oder zur Veränderung der Oberflächeneigenschaften.
Dünne Polymerbeschichtungen werden häufig auch als Lackierungen bezeichnet.
Es gibt zudem tribologische Polymerbeschichtungen, die sich dank der Vielfältigkeit der verfügbaren Polymere an zahlreiche Anwendungsbedürfnisse anpassen lassen. Die Beschichtung vermindert Reibung und Abrieb und wirkt somit dem Verschleiß des Produkts durch Korrosion und Verkratzen entgegen.

### Vorteile
Beschichtungen aus Polymeren können aus verschiedenen Mischungen hergestellt werden. Sie lassen sich dadurch auf fast jeder Oberfläche auftragen. Polymerbeschichtungen eignen sich dementsprechend besonders für Stellen, an denen keine klassischen Gleitlager eingesetzt werden können. Eine tribologische Beschichtung kann beispielsweise bei eingeschränktem Platz und schwer zugänglichen Stellen eingesetzt werden.
Außerdem kann man Polymerbeschichtungen an Einsatzgebiete wie an hohe Umgebungstemperaturen oder Anwendungen in der Lebensmittelindustrie anpassen.
Wässrige Flüssigkeiten haften nicht an hydrophoben Beschichtungen. Dies erleichtert Instandhaltung und Reinigung der Endprodukte.
Durch Zugabe von Pigmenten kann die Farbe des Polymers angepasst werden.

### Technische Verfahren
- Wirbelsinterung[1]
- Elektrostatisches Pulverspritzen, auch Tribo-Beschichtung[1][6][7]
- Tauchverfahren[1]
- Kunststoff-Flammspritzen[8]

Theoretisch handelt es sich bei Lackierungen auch um kunststoffartige Beschichtungen. Eine Grenze kann dadurch gezogen werden, ob eine Reaktion oder Vernetzung der Beschichtung stattfindet (Automobilklarlack) oder ob ein Kunststoff nur aufschmilzt und auf der Oberfläche erstarrt (Wirbelsinterung mit Thermoplasten), die Übergänge sind jedoch fließend. I.d.R. weisen Kunststoffbeschichtungen deutlich höhere Schichtdicken als eine herkömmliche Lackierung auf.
Für die Beschichtung mit Polymer nutzt man typischerweise eine Pulverbeschichtung. Es gibt darüber hinaus auch noch die Möglichkeit einer Nasslackierung, Vakuumbeschichtung, Tauchlackierung oder des Thermischen Spritzens.

### Anwendung
Ein Beispiel ist die Kabel-Ummantelung bei Stromkabeln oder auch das Beschichten von Besteckkörben in Spülmaschinen.
- Automobilindustrie: Die Oberflächenbeschichtung lässt Wasser und Öl abperlen, deswegen wird für verschiedene Auto-Zubehörteile oft eine Polymerbeschichtung genutzt. Ein Beispiel ist eine Autolackierung mit Keramikversiegelung.[11]
- Auch in der Luft- und Raumfahrt werden Polymerbeschichtungen genutzt.
- Weitere Anwendungsbeispiele sind Metall, Böden oder medizinische Produkte, besonders, da eine Polymerbeschichtung eine dauerhaft sterile Oberfläche ermöglicht.[12][13]

## Metallisierung von Kunststoffen

### Technische Verfahren
Die Aufbringung feinster Metallschichten auf Kunststoffoberflächen erlangt zunehmende Bedeutung, weil „Oberflächenschutz und optische Attraktivität gleichermaßen verbessert werden“.
- Trockene Verfahren: Hochvacuumbedampfung, Kathodenzerstäubung, Gasplattierung sowie das Metall- und Leitlackspritzen. Die Hochvacuumtechnik funktioniert nur, wenn der Kunststoff nicht gast. Bei der Gasplattierung wird das Metall – im Gegensatz zu den anderen Verfahren – aus flüchtigen, thermisch leicht zersetzbaren Verbindungen (z. B. Nickeltetracarbonyl) in situ durch eine chemische Reaktion gebildet und der Metallspiegel (ggf. auch auf einer zuvor gebeizten Kunststoffoberfläche, z. B. Acrylnitril-Butadien-Styrol-Pfropfcopolymer) dann auf dem Kunststoff abgeschieden.
- Nasse Verfahren.